# Don Benito
Don Benito je španělské město situované v provincii Badajoz (autonomní společenství Extremadura).

## Poloha
Obec je vzdálena 6 km od Villanueva de la Sereny, 48 km od Méridy, 108 km od města Badajoz a 303 km od Madridu. Patří do okresu Vegas Altas a soudního okresu Don Benito.

## Historie
V roce 1842 čítala obec 3 806 usedlostí a 14 610 obyvatel.

## Odkazy

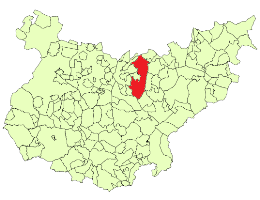
Poloha obce v provincii Badajoz

## Demografie
| 1842   | 1857   | 1860   | 1877   | 1887   | 1897   | 1900   | 1910   | 1920   |
| 14 610 | 14 836 | 15 060 | 14 692 | 16 287 | 15 860 | 16 565 | 18 776 | 21 031 |
| 1930   | 1940   | 1950   | 1960   | 1970   | 1981   | 1991   | 2001   | 2010   |
| 21 196 | 20 931 | 22 840 | 25 248 | 26 295 | 28 418 | 28 601 | 31 538 | 36 227 |